# Берат
Берат (алб. Berat или Berati) град је у јужној Албанији. Налази се на координатама 40°42′N 19°57′E. По попису из 2023. године имао је 40.665 становника.

## Словенски топоними у Берату
Берат се раније звао Светиград и Београд, а једно од градских насеља између ријеке и горе и данас има словенски назив, Горица, код којег мост Горица веже насеље са другим дијелом града. Југоисточно од Берата је село Водице.
Овде се налази црква Свете Тројице у Берату.

## Занимљивости
Код Берата је 1395. године одржана битка на Саурском пољу у којој су погинули српски великаши Балша II Балшић и Иваниш Мрњавчевић. Аустрија је на првој тајној конференцији о Албанији 17. новембра 1896. планирала да Берат буде центар нове државе. Једина школа у Берату крајем 19. вијека била је школа коју је отворила румунска пропаганда за тамошње Цинцаре, али је мисија доживјела неуспјех и школа је затворена.